# Campeonato Mundial de Piragüismo en Eslalon de 1997
El XXV Campeonato Mundial de Piragüismo en Eslalon se celebró en Três Coroas (Brasil) entre el 24 y el 28 de septiembre de 1997 bajo la organización de la Federación Internacional de Piragüismo.

## Medallistas

### Masculino
| Evento         | Oro | Plata | Bronce |
| -------------- | --- | --- | --- |
| K1 individual  | Thomas Becker · Alemania · 254,60 pts.                                                                      | Scott Shipley Estados Unidos 255,23 pts.                                                                        | Paul Ratcliffe Reino Unido 255,64 pts.                                                                          |
| C1 individual  | Michal Martikán · Eslovaquia · 267,61                                                                       | Lukáš Pollert · República Checa · 270,99                                                                        | Gareth Marriott Reino Unido 271,36                                                                              |
| C2 individual  | Frank Adisson Wilfrid Forgues Francia 289,43                                                                | André Ehrenberg · Michael Senft · Alemania · 290,47                                                             | Miroslav Šimek · Jiří Rohan · República Checa · 290,64                                                          |
| K1 por equipos | Paul Ratcliffe Ian Raspin Shaun Pearce Reino Unido 141,35                                                   | Vincent Fondeviole Jean-Michel Regnier Ludovic Boulesteix Francia 142,47                                        | Thomas Becker · Jochen Lettmann · Holger Häffner · Alemania · 143,97                                            |
| C1 por equipos | Michal Martikán · Juraj Minčík · Juraj Ontko · Eslovaquia · 151,63                                          | Patrice Estanguet Tony Estanguet Yves Narduzzi Francia 152,42                                                   | Simon Hočevar Gregor Terdič Sebastjan Linke Eslovenia 154,01                                                    |
| C2 por equipos | Francia Frank Adisson / Wilfrid Forgues Emmanuel del Rey / Thierry Saïdi Eric Biau / Bertrand Daille 163,27 | República Checa · Jiří Rohan / Miroslav Šimek · Petr Štercl / Pavel Štercl · Marek Jiras / Tomáš Máder · 164,32 | Alemania · Michael Trummer / Manfred Berro · André Ehrenberg / Michael Senft · Kay Simon / Robby Simon · 166,04 |

### Femenino
| Evento         | Oro                                                               | Plata                                                   | Bronce                                                        |
| -------------- | ----------------------------------------------------------------- | ------------------------------------------------------- | ------------------------------------------------------------- |
| K1 individual  | Brigitte Guibal Francia 288,07 pts.                               | Štěpánka Hilgertová · República Checa · 289,79 pts.     | Cathy Hearn Estados Unidos 290,38 pts.                        |
| K1 por equipos | Evi Huss · Kordula Striepecke · Mandy Planert · Alemania · 163,79 | Anouk Loubie Anne Boixel Brigitte Guibal Francia 164,45 | Rachel Crosbee Lynn Simpson Heather Corrie Reino Unido 166,97 |

## Medallero
| Núm. | País            | Oro | Plata | Bronce | Total |
| ---- | --------------- | --- | ----- | ------ | ----- |
| 1    | Francia         | 3   | 3     | 0      | 6     |
| 2    | Alemania        | 2   | 1     | 2      | 5     |
| 3    | Eslovaquia      | 2   | 0     | 0      | 2     |
| 4    | Reino Unido     | 1   | 0     | 3      | 4     |
| 5    | República Checa | 0   | 3     | 1      | 4     |
| 6    | Estados Unidos  | 0   | 1     | 1      | 2     |
| 7    | Eslovenia       | 0   | 0     | 1      | 1     |
|      | TOTAL           | 8   | 8     | 8      | 24    |